# Borough of Maidstone
Maidstone ist ein Verwaltungsbezirk mit dem Status eines Borough in der Grafschaft Kent in England. Über die Hälfte der Einwohner lebt in der Stadt Maidstone, dem Verwaltungssitz. Maidstone ist zugleich Verwaltungssitz von Kent.
Der Bezirk ist in mehrere Kreise (wards) aufgeteilt. Diese sind Allington; Bridge, Downswood & Otham, Maidstone East, Fant, Heath, High Street, Maidstone North, Park Wood, Shepway North, Shepway South und Maidstone South.
Koordinaten: 51° 17′ 0″ N, 0° 31′ 0″ O